# قلعه‌جوق علیا
قلعه‌جوق علیا یکی از روستاهای استان آذربایجان شرقی است که در دهستان سهندآباد بخش تیکمه‌داش شهرستان بستان‌آباد واقع شده‌است.این روستا ۶۰ نفر جمعیت دارد.